# Straight Up
«Straight Up» (с англ. — «Скажи прямо») — песня, записанная американской певицей Полой Абдул для её дебютного студийного альбома Forever Your Girl (1988). Композиция была написана и спродюсирована американским автором песен и музыкантом Эллиотом Вулфом.
Видеоклип к композиции принёс Абдул широкую известность, сделав из неё звезду поколения MTV. На церемонии MTV Video Music Awards 1989 года это видео получило номинации в шести категориях и выиграло в четырёх: «Лучшее женское видео», «Лучшее танцевальное видео», «Лучшая хореография» и «Лучший монтаж».
На 32-й церемонии «Грэмми» композиция получила номинацию в категории «Лучшее женское вокальное поп-исполнение».

## Предыстория
В середине 1980-х Пола Абдул стала известна как успешный хореограф. Позже она стала ставить танцевальные номера в некоторых клипах, в том числе в большинстве видео Джанет Джексон эпохи её альбома Control. Джанет Джексон советовала Абдул серьёзно заняться музыкой, и хореограф последовала её совету. В 1987 году она основала девичью группу Cheer Girls и, используя свои связи в музыкальной индустрии, Абдул смогла связаться с именитыми продюсерами и авторами песен, которых попросила написать для её группы демо. Одной из демо-песен была написанная Эллиотом Вулфом «Straight Up», которая вошла в дебютный альбом исполнительницы.
Первые два сингла из Forever Your Girl не смогли попасть в чарты поп-музыки, но были успешными в танцевальных хит-парадах и чартах ритм-н-блюза. Выпущенная вторым синглом «(It’s Just) The Way That You Love Me» попала в топ-40 Hot R&B/Hip-Hop Songs, и менеджеры лейбла Virgin пытались уговорить программных директоров поп-радиостанций поставить её в эфир, так как надеялись с этим синглом попасть в чарты мейнстрима. Однако оказалось, что радиостанции уже поставили в эфир трек «Straight Up» и не хотели слышать о других песнях, так как композиция понравилась слушателям. Адбул позже вспоминала: «Мы пытались [со вторым синглом] ворваться в поп-мейнстрим, но программные директора и слышать ничего не хотели, так как они уже поставили в эфир „Straight Up“». Лейбл сразу поменял стратегию маркетинга и выпустил песню третьим синглом, хотя, по мнению Абдул, это был рискованный шаг: «Всегда тяжело решиться поменять синглы во время маркетинговой компании, потому что есть возможность проиграть. Но я была рада и горда тем, что в Virgin решились на это, так как „Straight Up“ превратился в настоящий хит», — сказала Пола Абдул.

## Реакция критики
Деннис Хант из Los Angeles Times писал, что «Straight Up» стал одним из главных поп-хитов 1989 года и привлёк слушателей своими мощными хуками. В опросе американских критиков Pazz & Jop за 1989 год песня «Straight Up» попала на 23-е место в рейтинге лучших синглов года. На 32-й церемонии «Грэмми» композиция получила номинацию в категории «Лучшее женское вокальное поп-исполнение».
Редакция интернет-издания Slant Magazine внесла песню в рейтинг «100 величайших танцевальных песен», поместив её на 36-е место. Сел Синкуэмани писал, что «Straight Up» стала прорывным синглом для Абдул, запустив её певческую карьеру и, со временем, стала одной из лучших танцевальных поп-песен в истории музыки.

## Список композиций
- US/UK/Euro 12"; UK 3"/Euro 5" CD singles

1. Straight Up — 12" remix 6:53
2. Straight Up — Power mix 3:05
3. Straight Up — House mix 7:10 on 3", remix fades at 5:13
4. Straight Up — Marley Marl mix 6:48 on 3", remix fades at 4:48

## Чарты
| Чарт (1989)                           | Высшая позиция |
| ------------------------------------- | -------------- |
| Австралия (ARIA)                      | 27             |
| Австрия (Ö3 Austria Top 40)           | 8              |
| Бельгия/Фландрия (Ultratop 50)        | 5              |
| Франция (SNEP)                        | 12             |
| ФРГ (GfK)                             | 3              |
| Нидерланды (Dutch Top 40)             | 3              |
| Новая Зеландия (Recorded Music NZ)    | 6              |
| Норвегия (VG-lista)                   | 1              |
| Швеция (Sverigetopplistan)            | 2              |
| Швейцария (Schweizer Hitparade)       | 3              |
| Великобритания (OCC UK Singles)       | 3              |
| США (Billboard Hot 100)               | 1              |
| США (Billboard Dance Club Songs)      | 3              |
| США (Billboard Hot R&B/Hip-Hop Songs) | 2              |

### Годовые чарты
| Чарт (1989)          | Позиция |
| -------------------- | ------- |
| US Billboard Hot 100 | 4       |

## Сертификация
| Регион | Сертификация  | Продажи   |
| --- | ------------- | --------- |
| Канада (Music Canada) | Платиновый    | 80 000    |
| Швеция (GLF) | Золотой       | 25 000^   |
| Великобритания (BPI) | Серебряный    | 200 000^  |
| США (RIAA) | 2× Платиновый | 2 000 000 |
| ^ Данные о тиражах приведены только на основе сертификации. · Данные о продажах + прослушиваниях приведены только на основе сертификации. |               |           |